# Crossabeg
Crossabeg (Na Crosa Beaga en Irlandais) est un village du Comté de Wexford située dans l'agglomération de la ville de Wexford au nord de celle-ci.
Crossabeg est dans la circonscription électorale de Wexford.

## Sport
C'est à Crossabeg qu'est installé le Ferrycarrig Park. C'est le stade du club masculin professionnel de Wexford Youths Football Club qui disputele championnat d'Irlande de football et participe pour la toute première fois à sa première division en 2016. Ce stade accueille aussi l'équipe féminine du même club. Cette section féminine a remporté le championnat d'Irlande de football féminin en 2015